# Trichogramma psocopterae
Trichogramma psocopterae is een vliesvleugelig insect uit de familie Trichogrammatidae. De wetenschappelijke naam is voor het eerst geldig gepubliceerd in 1996 door Chan & Chou.